# Markus Oscarsson
Markus Oscarsson (ur. 9 maja 1977 w Västerås) – szwedzki kajakarz. Dwukrotny medalista olimpijski.
Jego pierwszą olimpiadą były igrzyska w Atlancie. Przed następną stworzył osadę z Henrikiem Nilssonem, wspólnie zaczęli odnosić wielkie sukcesy. Specjalizowali się na dystansie 1000 metrów, zdobyli na nim dwa medale olimpijskie - srebro w Sydney i złoto w Atenach. Również dwukrotnie byli mistrzami świata (2002 i 2003). W 2006 zwyciężał na tych zawodach w jedynce. Brał udział w IO 08.